# Thomsea
Thomsea est une société française, basée à Saint-Hilaire-de-Riez en Vendée, spécialisée dans la collecte par chalutage de toutes pollutions flottantes (hydrocarbures et macro-déchets) et la collecte d'algues.
La Marine Nationale utilise ses chaluts depuis 2003 dans sa lutte contre plusieurs catastrophes pétrolières.

## Origine de la création
La marée noire de l'Erika (2000) a permis de mettre en avant l'absence de matériel de dépollution efficace. Thierry Thomazeau, fondateur de la société et patron pécheur à cette époque, décide de créer Thomsea afin d'enrailler la pollution générée par les hommes.
L'entreprise est également spécialisée dans la collecte d'algues par pompage, afin de valoriser cette ressource naturelle et nettoyer les plages.
La Marine Nationale utilise ces chaluts pour protéger les côtes Françaises. Elle utilise également en flottilles d'intervention opérationnelles, sous son commandement.
En 20 ans, Thomsea a vendu plus de 350 chaluts.

## Chaluts
Les chaluts collectent le pétrole brut qui ne pourrait pas être pompé ainsi que les débris flottants à la surface de la mer et les algues.
La Marine nationale française a utilisé les chaluts Thomsea pour lutter contre la marée noire du Prestige en 2003,.
Ces chaluts ont aussi été utilisés lors de la marée noire du Grande America en 2019 et en Corse en juin 2021.